# Клайв (Айова)
Клайв (англ. Clive) — город в округах Полк и Даллас в Айове в Соединённых Штатах Америки. Является частью столичного статистического района Де-Мойн — Уэст-Де-Мойн. 
По данным переписи населения 2020 года в США, население города составляло 18 601 человек.

## История
Клайв основан в 1882 году, но не был зарегистрирован как город до 18 августа 1956 года.
Хотя точное происхождение названия города неизвестно, большинство краеведов сходятся во мнении, что он был назван в честь британского генерала Роберта Клайва.
В ранние годы Клайв был городом угледобывающей промышленности и железнодорожным пунктом отправки грузов вдоль Северной железной дороги Сент-Луис — Де-Мойн. Железнодорожное депо, построенное в 1882 году, было восстановлено, а соседний дом Суонсона, построенный в 1911 году, служит штаб-квартирой Исторического общества Клайва.
13 сентября 2016 года в Клайве состоялся один из предвыборных митингов Дональда Трампа.

## География
По данным Бюро переписи населения США, площадь города составляет 7,71 квадратных миль (19,97 км2), из которых 7,59 квадратных миль (19,66 км2) приходится на сушу и 0,12 квадратных миль (0,31 км2) — на водную поверхность.